# Fake Love
Fake Love是韓國男子組合防彈少年團的歌曲，由房時爀、Pdogg和RM填詞，並由Pdogg負責製作。韓語版收錄於他們的第三張正規專輯《Love Yourself 轉 'Tear'》並在2018年5月18日由Big Hit娛樂發行，在6月12日由哥倫比亞唱片發佈到美國當代流行電台播放，接下來這首歌的「Rocking Vibe」混音版本在6月4日發行，並收錄在之後的第三張精選專輯《Love Yourself 結 'Answer'》，而作為單曲的日語版本在10月16日由日本環球音樂發行後開放數位音樂下載和線上串流播放。Fake Love依賴於搖滾樂器而採用情绪说唱、油漬搖滾、搖滾嘻哈和電子流行等曲風，其歌詞部分講述「曾經被認為是命中註定的愛情，最後卻變成了虛假」。
許多評論家對Fake Love的製作、不拘一格的聲音、和組合的歌聲表達表示稱讚，另外這首歌也獲得多項榮譽，包括2019年韓國音樂大獎的年度歌曲和最佳流行歌曲，並登上《NME》和《前音後果》的十年榜。在商業成績部分，韓語版Fake Love在Gaon單曲榜登上冠軍，在美國告示牌百大單曲榜登上第10名，使該組合擁有第一首在美國排名前十的單曲，日語單曲登上Oricon單曲榜第一名，並成為2018年日本暢銷排行第12的單曲，另外這首歌獲得韓國音樂內容協會（KMCA）的串流媒體和數位下載銷售白金認證，也以日語單曲身分獲得日本唱片協會（RIAJ）的雙白金認證。
原版和混音版的音樂錄影帶均由崔龍錫執導，在2018年5月18日公開的原版音樂錄影帶講述防彈少年團虛構敘事宇宙的故事情節，並描繪該組合在不同場景中跳舞的場景，在6月1日公開的混音版音樂錄影帶是原版的擴展版本，並附加額外的場景。防彈少年團在2018年告示牌音樂獎首次公演Fake Love之後獲得評論家的積極評價，隨後他們在《M Countdown》、《音樂銀行》、《人氣歌謠》等韓國音樂節目表演與宣傳這首歌曲，也把這首歌放進愛自己世界巡迴演唱會的歌單中。

## 背景與發行
防彈少年團在2017年發行第五張迷你專輯《Love Yourself 承 'Her'》之後，開始他們的「Love Yourself」三部曲系列。2018年4月16日，組合宣布將推出第三張韓語錄音室專輯《Love Yourself 轉 'Tear'》，隨後在組合分享專輯的曲目列表時，Fake Love被確認為《Love Yourself 轉 'Tear'》的收錄曲目之一，並在5月14日被選為專輯中的第一首單曲。這首歌是由房時爀、RM及其製作人Pdogg創作，由Pdogg和鄭佑榮負責音訊工程，並由詹姆斯·F·雷諾茲（施穆茲克錄音工作室）負責混音工作。另外這首歌的和聲由組合成員田柾國和Supreme Boi負責獻唱，而防彈少年團則在韓國首爾的Big Hit Studios錄製這首歌曲的主唱部分。
RM在V Live直播中解釋這首Fake Love在這張專輯的所有歌曲中是最難創作的。這首歌曲的主要基礎是由RM創作的，而其餘的歌曲製作過程則由Pdogg和房時爀負責。RM還在直播中分享了該曲目的樣本，並認為這個樣本與正式錄製版本“完全不同”且“更令人沮喪和更深沉”。當RM進一步談到這首歌的構思時，他說：
為了適應我們成員的音域，我們最終改變音調，因此饒舌歌手通常很難適應這一點。（就Fake Love這首歌而言）據我所知，它的音高上升六分半。六分半——這是一首完全不同的歌曲！因此我們就調整到那個音調並添加吉他聲音，然後就呈現我們現在聽到的Fake Love。
Fake Love作為《Love Yourself 轉 'Tear'》的主打單曲，在2018年5月18日由Big Hit娛樂發行到多個國家和地區，並提供數位下載和線上串流播放，同年6月12日，哥倫比亞唱片將這首歌播送於美國的當代流行電台。該曲目的“Rocking Vibe”混音版本在2018年6月4日被錄製並以數位方式發行，隨後被收錄在組合的第三張合輯《Love Yourself 結 'Answer'》中。混音版與原始版本具有相同的歌曲創作，在這次的混音版本的製作上加入Slow Rabbit擔任製作人。這首歌曲的日語版本由日本環球音樂於2018年10月16日開始提供數位購買，並作為組合的第九張日語單曲專輯，在這張單曲專輯中也收錄這首歌的日語混音版本和Airplane Pt. 2的日語版本。另外在2018年11月7日在日本作為四版CD單曲發行，有通常版和初回限定版A、B和C，以上四個版本均包含Fake Love的原版和混音版之日語版本、Airplane Pt. 2的日語版本、以及韓語單曲IDOL的“體育場”混音版。此外，A版還包括一張DVD，其中包含Fake Love和Airplane Pt. 2的音樂錄影帶，B版還附送一張DVD，包含Airplane Pt. 2音樂錄影帶的幕後花絮和專輯封面照的製作影片，而C版則包含一本36頁的寫真集。以上歌曲的日文版歌詞均由KM-Markit創作，在後來亦被收錄為組合第四張日語錄音室專輯《Map of the Soul: 7 ~The Journey~》中的第八首曲目。

## 音樂與歌詞
Fake Love是一首帶有情绪说唱、油漬搖滾、搖滾嘻哈和電子流行等曲風的歌曲，其中包含流行搖滾、陷阱和成人當代音樂等元素。這首歌以D小調
拍創作，節奏速度適中，每分鐘78拍，總長4分02秒。儘管這首歌保持組合標誌性的嘻哈音樂風格，但它的製作方式是以黑暗風格來呈現，包括重擊的陷阱節拍、“不愉悅的吉他”、“怪癖氛圍的合成”和“令人沮喪的貝斯”。這首歌主要使用搖滾樂器，包括電吉他、鼓、鍵盤和合成器，而鼓具有重複的大鼓和小鼓敲打順序，因此在整首歌曲的節奏上保持不變，至於詩句則由琶音吉他和節奏吉他主導。
這首歌利用不协和的聲音以及和弦轉換，並通過重低音來增強其“繃緊”的副歌和整首歌曲，此外也具有低音声部，可與亞特蘭大嘻哈音樂相比較。這首歌的開場主歌採用“曲折”的表達方式，其特點是“氣息”的歌聲，而副歌則伴隨著組合的“哀號”聲音來襯托整首歌曲，另外一個特點是“悲傷”的演唱，融合了“溫暖”的旋律和“夢幻、迴響”的詩句和“粗魯”的說唱，而在斷奏驅動的說唱詩句方面則遵循著充滿嘻哈音樂的三連音流。這首歌的混音版本在原始旋律上添加“動感”的電子樂器和原聲弦樂器，並為歌曲引入搖滾氛圍，儘管這個版本也與原始錄音版本一樣採相同的調進行創作，但其節奏每分鐘155拍，速度適中。
這首歌的歌詞不僅講述曾經被認為是命中註定的愛情，但最後卻變成虛假，也體現整個《Love Yourself》系列的主題——“任何不愛自己的愛都不是真實的”。首先這一段「我也不知道我自己到底是誰了/對著鏡子自言自語『你到底是誰？』」歌詞講述一個人在一段關係中投入太多，卻在這個過程中失去自己所帶來的空虛，接著歌詞中的“在無法實現的夢中/豢養著不會盛開的花”則進一步提到保持有毒關係的概念，而像“為了你捏造了美麗的謊”和“把我(的感情)消除，只想要我成為你的玩偶”這樣的歌詞卻暗示儘管在心理健康方面掙扎，但還是要隱藏“抑鬱”和“壓力”來維持關係的主題，至於副歌部分，組合成員們唱著“我厭倦了這虛偽的愛”這樣的同名短語去承認這樣的愛已經“幻滅了”。

## 專業評價
Fake Love獲得評論家的普遍正面評價。來自《Paper》雜誌的傑夫·本傑明（Jeff Benjamin）讚揚這首歌的聲樂和組合的歌聲表達，並寫道這首歌“很可能是防彈少年團為音樂帶來流行卓越的最佳代表”。洪丹英（Hong Dam-young）在《韓國先驅報》中寫道：這首歌的音樂風格“給人一種壓倒性的黑暗和成熟感”，她也欣賞歌曲的抒情內容，並寫出在這首歌曲中的“詩意副歌”增加歌曲不可言喻的敏感性。同樣來自《韓國先驅報》的任賢洙（Yim Hyun-su）稱讚這首歌“出色地”捕捉到防彈少年團的“流派彎曲”和“情感豐富”的音樂精髓。來自《NME》的瑞安·戴利（Rhian Daly）讚揚這首歌“黑暗”的製作，並稱之為“美麗的憂鬱”，並補充說這首歌曲是“防彈少年團處理個人角色理念的早期實例”。來自《IZM》的金道憲（김도헌）將這首歌與組合之前發行的歌曲I NEED U和血、汗、淚進行比較，並讚揚這首歌在製作上不只融合“雄心勃勃的”吉他即興演奏、“繃緊的合成器取樣”和“夢幻般的聲音”，也再現歌曲內“情感”歌詞所表達的“抑鬱和焦慮”。來自《Digital Journal》的馬科斯·帕帕達托斯（Markos Papadatos）表示這首歌「不但其聲音和抒情都很有力，還展現以原始而真誠的方式告別的情感」而稱這首歌的歌詞“非常出色”。
Fake Love得到《滾石雜誌》作者的積極評價，他們將這首歌的吉他樂譜比作80年代搖滾樂隊——威豹乐队的吉他樂譜，並表示這首歌“不但是令人印象深刻的融合，而且是傷痕累累的”，而在另一份評論中，來自同一出版社的音樂評論家埃利亞斯·萊特（Elias Leight）將這首歌視為“充滿焦慮、準備好在舞台上表演的嘻哈搖滾”。來自《The 405》的潔絲·劉（Jess Lau）寫道，這首歌顯示了組合歌聲的顯著增長，並認為它是《Love Yourself 轉 'Tear'》中最強的歌曲 。為《Spin》撰稿的布蘭卡·門德斯（Blanca Méndez）表示這首歌的“情態變得黑暗，並將《WINGS》的戲劇性與2015年專輯《花樣年華 Young Forever》中的焦慮結合在一起”。來自《前音後果》的丹·韋斯（Dan Weiss）認為這首歌是一首“充滿氣息的國歌民謠”，而來自《Idolator》的邁克·尼德（Mike Nied）則稱這首歌“極具感染力”。為《Vulture》寫下評論的金英大（Kim Young-dae）和朴智權（Park T.K.）認為這首歌的音樂不但是精心挑選的，而且還放大專輯的中心信息，他們也進一步寫道：“電吉他和嘻哈節拍之間的張力創造一種黑暗決心的感覺，這在當代韓國流行音樂甚至是防彈少年團的其他音樂作品中都是獨一無二的。”
在《告示牌》出版物中，凱特琳·凱利（Caitlin Kelley）將其列為組合最佳歌曲之一，並寫道：“這是防彈少年團最焦慮的時期，沉溺在為某個人改變自己而導致自己的愛是虛假的心痛之中。”來自《馬來西亞星報》的切斯特·欽（Chester Chin）稱讚這首歌“具有爆炸性又鉤子般的榮耀”。來自《Dazed》的泰勒·格拉斯比（Taylor Glasby）不只讚賞“副歌前的辛酸原始”，同時也稱讚這首歌的抒情內容，另外她還為《Clash》寫了一篇文章，講述這首歌是“欺騙的脆弱頂峰”，而她在《Vogue》的另一篇評論中，將這首歌描述為“喜怒無常的情緒聖歌”。來自《Vogue》的薩爾瓦·穆巴拉克（Salva Mubarak）認為這首歌是“標誌性的”，並稱這首歌的音樂編排和歌詞出人意料地複雜。《告示牌》將Fake Love排在2018年最佳歌曲排行榜第22位，而將這首歌曲列入2018年最佳歌曲榜單的其他出版社包括《東亞日報》、《衛報》、《紐約時報》和《滾石雜誌》，另外《滾石雜誌》還將Fake Love列為有史以來最棒的男子組合歌曲之一，至於《前音後果》和《NME》則將其列入2010年代最佳百首歌曲的十年榜單中。Fake Love不僅榮獲2019年韓國音樂大獎的年度歌曲獎和最佳流行歌曲獎，還獲得2018年甜瓜音乐奖的最佳饒舌/嘻哈歌曲獎，另外在韓國各大音樂節目中奪得1位，包括《音樂銀行》、《Show! 音樂中心》和《人氣歌謠》“三連冠”等共12個1位，由於這首歌在數位串流平台上取得巨大成功，因此也連續五次獲得Melon每周人氣獎。
| 年份 | 頒獎典禮                | 入圍項目                      | 結果 | 參考   |
| ---- | ----------------------- | ----------------------------- | ---- | ------ |
| 2018 | Mnet亞洲音樂大獎        | Fan Choice部門獎              | 獲獎 | [ 62 ] |
| 2018 | Mnet亞洲音樂大獎        | 最佳男團舞蹈表演              | 提名 | [ 62 ] |
| 2018 | Mnet亞洲音樂大獎        | 年度歌曲                      | 提名 | [ 62 ] |
| 2018 | Mnet亞洲音樂大獎        | 年度最佳編舞                  | 獲獎 | [ 63 ] |
| 2018 | Mnet亞洲音樂大獎        | 年度最佳藝術總監              | 獲獎 | [ 63 ] |
| 2018 | 甜瓜音樂獎              | 年度歌曲                      | 提名 | [ 64 ] |
| 2018 | 甜瓜音樂獎              | 最佳饒舌/嘻哈                 | 獲獎 | [ 59 ] |
| 2018 | MBC Plus X Genie音樂獎  | 年度歌曲                      | 提名 | [ 65 ] |
| 2018 | MBC Plus X Genie音樂獎  | 饒舌/嘻哈音樂獎               | 提名 | [ 65 ] |
| 2018 | MTV日本音樂錄影帶大獎   | 最佳團體音樂錄影帶獎 – 國際組 | 獲獎 | [ 66 ] |
| 2018 | Soompi獎                | 年度音樂錄影帶                | 獲獎 | [ 67 ] |
| 2019 | Gaon Chart Music Awards | 5月份音源部門年度歌手獎       | 提名 | [ 68 ] |
| 2019 | 金唱片獎                | 音源本賞                      | 獲獎 | [ 69 ] |
| 2019 | 韓國音樂大獎            | 年度歌曲                      | 獲獎 | [ 58 ] |
| 2019 | 韓國音樂大獎            | 最佳流行歌曲                  | 獲獎 | [ 58 ] |
| 2019 | Myx音樂獎               | 最喜愛國際音樂錄音帶          | 獲獎 | [ 70 ] |

| 節目名稱       | 獲獎日期      | 參考   |
| -------------- | ------------- | ------ |
| 音樂銀行       | 2018年5月25日 | [ 71 ] |
| 音樂銀行       | 2018年6月1日  | [ 72 ] |
| 音樂銀行       | 2018年6月8日  | [ 73 ] |
| Show! 音樂中心 | 2018年5月26日 | [ 74 ] |
| Show! 音樂中心 | 2018年6月2日  | [ 75 ] |
| Show! 音樂中心 | 2018年6月9日  | [ 76 ] |
| 人氣歌謠       | 2018年5月27日 | [ 77 ] |
| 人氣歌謠       | 2018年6月3日  | [ 78 ] |
| 人氣歌謠       | 2018年6月10日 | [ 79 ] |
| Show Champion  | 2018年5月30日 | [ 80 ] |
| M Countdown    | 2018年5月31日 | [ 81 ] |
| M Countdown    | 2018年6月7日  | [ 82 ] |

## 商業表現
Fake Love在韓國的商業表現相當成功，在2018年5月19日當周的Gaon單曲榜登上第6名，並在一周後登上第1名，同時也登上下載榜第1名，之後這首歌曲在單曲榜連續五周保持在前五名，但在2018年6月30日當週開始排名下降。根據數位銷售、串流量和背景音樂（伴奏曲目）下載量，Fake Love是2018年6月Gaon單曲榜單中表現第三佳的歌曲，在最終因單位數位銷量超過680,480,472份而成為2018年韓國暢銷排行第19的歌曲。此外，這首歌在2018年5月26日當周的告示牌韓國流行音樂百強榜登上第1名，也因為其串流次數突破1億次和數位下載銷量突破250萬份而分別獲得韓國音樂內容協會（KMCA）的串流和銷售白金認證。
有著29,000份數位銷售量的Fake Love在2018年6月2日當周的美國告示牌百大單曲榜登上第10名，不但打敗當時防彈少年團登上該榜單最高排名第28的MIC Drop，而且使他們擁有首支登上美國排行榜前10名的歌曲，甚至成為繼PSY之後第二組登上該榜單前10名的韓國藝人。這首歌曲在首周以2,780萬次串流播放量登上告示牌串流歌曲榜第7名，不僅成為他們首支登上該榜單前10名的歌曲，也成為他們第5支登上美國數位歌曲榜第1名的歌曲，而在流行歌曲榜部分則登上2018年7月21日當周排行榜第34名。這首歌因為在美國的單曲銷量達到50萬份而順利獲得美國唱片業協會（RIAA）金色認證，因此能讓防彈少年團擁有第三首獲得此殊榮的歌曲。Fake Love在加拿大百大單曲榜登上第22名，在英國的單曲榜和獨立榜分別登上第42名和第3名，在澳洲的單曲榜登上第36名，也因為在澳洲的單曲銷量達到3.5萬份而獲得澳大利亚唱片业协会（ARIA）的金色認證。這首歌在馬來西亞和新加坡的排行榜雙雙奪冠，另外在奧地利、紐西蘭 、俄羅斯、蘇格蘭、斯洛伐克、瑞士、比利時法蘭德斯等地登上各自的排行榜前40名。
這首歌曲在日本作為「單曲」發行後，《FAKE LOVE/Airplane pt.2》的首日銷量達到327,342張而登上Oricon每日單曲榜榜首，並連續六天維持在日榜榜首，在發行首周其實體單曲就售出454,829張而成為首位在發行首周內銷售量突破40萬張的外國藝人，也因此在2018年11月5日至11日當周的Oricon單曲週榜登上冠軍。該單曲的銷量在2018年11月來到481,000張而高於他們之前發行的日本單曲《MIC Drop/DNA/Crystal Snow》，因此在年終排行榜方面登上2018年日本暢銷單曲排名第12。另外這首單曲登上2018年11月19日當周日本告示牌百大單曲榜第1名，也在2018年11月因出貨量達到50萬張而獲得日本唱片協會（RIAJ）的雙白金認證。在串聯認證方面，2020年5月有著數位串流次數達3000萬次的Fake Love獲頒RIAJ的串流銀認證，2021年1月以5000萬次數位串流量獲頒RIAJ的串流金認證，最後在2022年4月以1億次數位串流量更獲得RIAJ的串流白金認證。

## 音樂錄影帶
Fake Love的音樂錄影帶是由來自Lumpens團隊的崔龍錫（Choi Yong-Seok）執導的，另外來自GDW公司的南賢宇（Nam Hyun-Woo）和宋賢淑（Song Hyun-Sun）分別擔任攝影指導以及燈光師。這部音樂錄影帶在韓國時間2018年5月14日和16日分別於YouTube發布一支其預告影片，並在5月18日晚上6點在Big Hit娛樂官方YouTube頻道公開首播。與2017年發布的DNA音樂錄影帶相比，這部錄影帶的“高製作”視覺效果將近五分鐘長，其氣氛更加黑暗，另外也將“幻想與現實、過去與現在”與多個復活節彩蛋和象徵聯繫起來，並延續防彈少年團虛構敘事宇宙的故事情節。在這部音樂錄影帶當中，首先呈現一朵花被困在玻璃杯裡，然後切換到組合成員金碩珍和田柾國的特寫鏡頭，之後畫面暫時變成黑屏後緊接著顯示七名成員的剪影並隨著音樂前奏一下就開始跳舞。伴隨著畫面的燈光變亮，可以看見成員們穿著黑色皮革服裝，然後畫面倒帶過去，顯示金碩珍站在一個漆成暗色的又充滿破碎玻璃的房間內，至於田柾國則扮演該視覺的主人公，在他跑過走廊地板後開始塌陷，之後田柾國就獨自在迷宮般的莊園裡尋找他的組合成員。錄影帶中交替出現的場景顯示成員們在幾個破舊的房間裡反思自己的個人掙扎，以及組合在“氣勢磅礴的佈景集合”中表演激烈而緊湊的舞蹈的集體鏡頭，在某些場景中，還可以看到他們茫然地盯著鏡頭，接下來金碩珍因為他周圍的一切頓時毀滅而試圖去保護這一朵花，而這一朵花化為灰燼時，“毀滅”隨之而來。在主題上來看，整個視覺效果與歌曲的中心信息習習相關，例如沙子滑落的場景以及充滿廢棄玩具和糖果的房間暗示“不誠實”和“幻滅”的主題，在另一個場景中，火在閔玧其面前爆發前是開心地笑著，在爆發後卻變成平靜地坐下來，並看著越來越大的火勢，而朴智旻則在他周圍呈現暴風雨的場景中站起來，並凝視著前方。另外錄影帶內的舞蹈由“尖銳的動作”和“戲劇性的姿勢”組成，不但描繪每個成員表現出歌曲歌詞的痛苦，而且還參考組合之前的主題時代來呈現這部作品。在錄影帶的結尾中，金泰亨站在寫著“Save Me”的牆前的場景見證他們的“Wings”時代，而其視覺效果最終以「田柾國變回蒙面人物」畫下完美的句點。

在的開場中，七名身著黑色皮革的成員剪影之場景。在這部音樂錄影帶中，燈光較暗和色彩暗淡的場景與他們之前的2017年單曲形成鮮明對比。

在媒體評論方面，來自《Digital Journal》的帕帕達托斯（Papadatos）稱讚這部錄影帶“從頭到尾都引人注目”。亞歷克斯·里德（Alex Reed）在的評論中說到其片段很“精彩”，並表示這部錄影帶的演出造型完美，且人的歌聲恰到好處，另外這首歌曲的編舞很出色，其視覺效果也無與倫比。來自《Spin》的安娜·加卡（Anna Gaca）認為這部錄影帶的視覺效果“光彩奪目”，並稱讚其“戲劇性又增強CGI的”鏡頭和組合的編舞。艾莉·尼古拉斯（Ellie Nicholas）在《Celebmix》的評論中將這部錄影帶描述為“激烈、藝術性又令人上癮”，並補充說它是“音樂錄影帶的傑作，讓你情不自禁地重溫這一幕”。Fake Love的音樂錄影帶在YouTube發布後24小時內觀看次數達到3590萬次，超越DNA音樂錄影帶的2230萬次，並在8天內突破1億次觀看，比DNA的24天還要快，到2021年9月為止，這部錄影帶的觀看次數已超過10億次。
同樣由崔龍錫（Choi Yong-Seok）執導的Fake Love混音版音樂錄影帶在2018年6月1日發佈到Big Hit娛樂的YouTube頻道，在這部錄影帶的視覺效果中引入一些“擴展鏡頭”，並保留原始錄影帶所呈現的內容。在其結尾當中，田柾國與六個戴著兜帽的人物在一起，並以「七個人被牆壓在一起」來做收尾。

## 現場演出

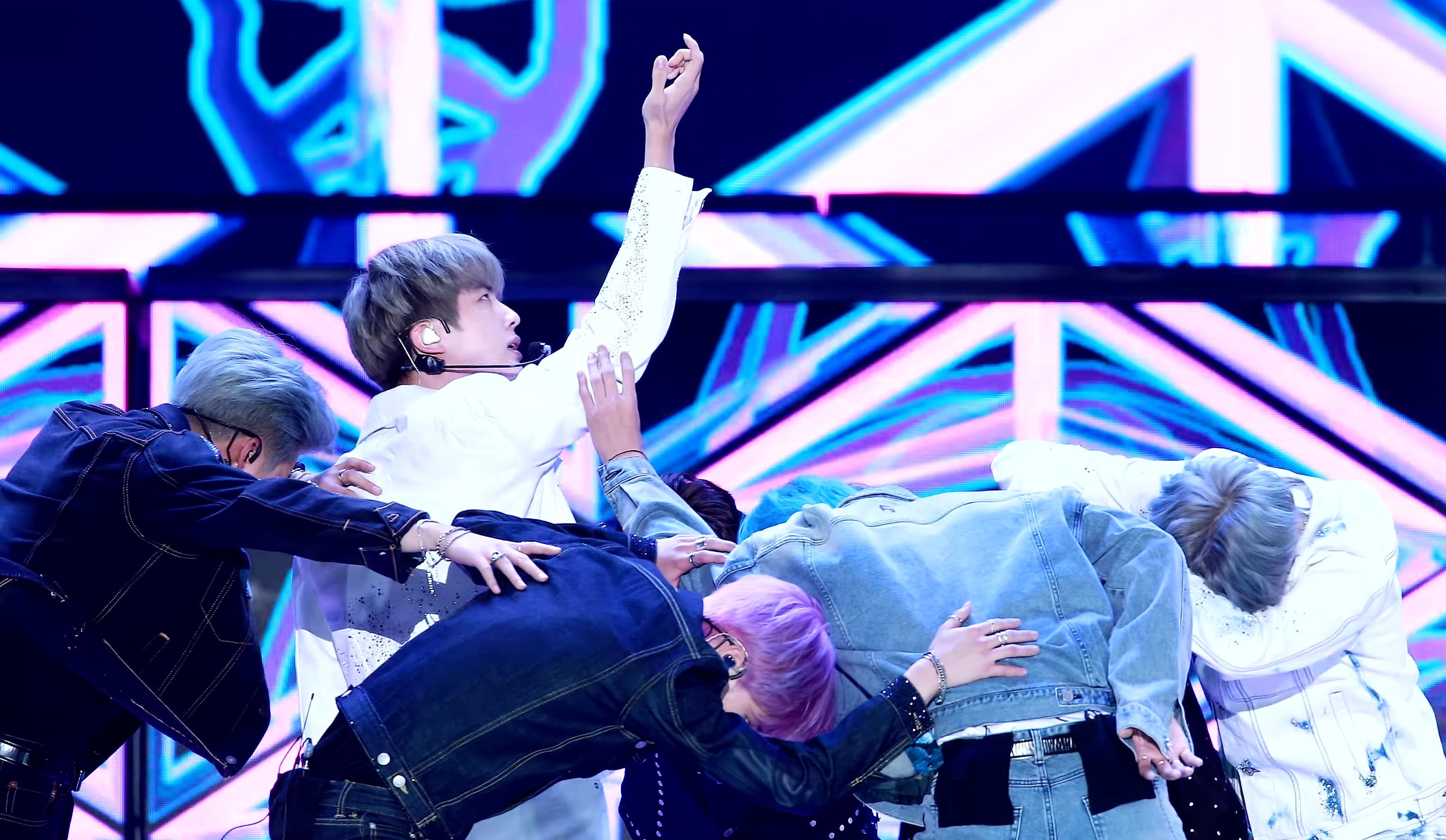
防彈少年團在2019年1月15日的首爾歌謠大賞表演

2018年5月20日，防彈少年團在2018年告示牌音樂獎上首次現場表演Fake Love，並受到媒體好評。來自的泰勒·韋瑟比（Taylor Weatherby）認為這首歌的編舞“激烈”且“完美”，並補充道：“防彈少年團在演唱最新即興表演時完美呈現每一個動作，包含高踢腿到同步波浪等舞蹈動作。”為《Elle》撰稿的艾莉莎·貝利（Alyssa Bailey）讚揚這首歌的表演編製“完美同步的舞蹈，真正達到新的水平”。來自《今夜娛樂》的詹妮弗·德賴斯代爾（Jennifer Drysdale）寫道：“組合在令人驚嘆的表演前用複雜的舞蹈動作來殺戮這場表演，並完全搶盡風頭。”隨後防彈少年團在5月25日登上表演這首歌和Airplane Pt. 2，並在6月12日由《詹姆斯·柯登深夜秀》公開他們在該節目的預錄表演。
《Love Yourself 轉 'Tear'》發行後，防彈少年團登上多個韓國音樂節目打歌，包括《M Countdown》、《音樂銀行》、《Show! 音樂中心》 和《人氣歌謠》去宣傳Fake Love及收錄這首歌曲的專輯。2018年12月1日，防彈少年團登上甜瓜音樂獎頒獎典禮表演這首歌曲，其搖滾版本在12月12日舉行的2018年Mnet亞洲音樂大獎日本場上得到推廣，隨後他們在12月29日和隔年1月15日分別登上《KBS歌謠大祝祭》和首爾歌謠大賞再次表演這首歌曲。在防彈少年團舉辦愛自己世界巡迴演唱會期間，Fake Love被收錄在他們演唱會的表演歌單中。

## 曲目列表
| 數位下載 / 串流 – 韓語版 | 數位下載 / 串流 – 韓語版 | 數位下載 / 串流 – 韓語版 |
| 曲序                     | 曲目                     | 时长                     |
| ------------------------ | ------------------------ | ------------------------ |
| 1.                       | Fake Love                | 4:02                     |

| 數位下載 / 串流 – Rocking Vibe Remix | 數位下載 / 串流 – Rocking Vibe Remix | 數位下載 / 串流 – Rocking Vibe Remix |
| 曲序                                 | 曲目                                 | 时长                                 |
| ------------------------------------ | ------------------------------------ | ------------------------------------ |
| 1.                                   | Fake Love（Rocking Vibe Remix）      | 3:58                                 |

| 數位下載 / 通常盤 – 日本單曲《FAKE LOVE / Airplane pt.2》 | 數位下載 / 通常盤 – 日本單曲《FAKE LOVE / Airplane pt.2》 | 數位下載 / 通常盤 – 日本單曲《FAKE LOVE / Airplane pt.2》 |
| 曲序                                                      | 曲目                                                      | 时长                                                      |
| --------------------------------------------------------- | --------------------------------------------------------- | --------------------------------------------------------- |
| 1.                                                        | Fake Love                                                 | 4:03                                                      |
| 2.                                                        | Airplane Pt. 2                                            | 3:39                                                      |
| 3.                                                        | IDOL（體育場混音版）                                      | 4:13                                                      |
| 4.                                                        | Fake Love（混音版）                                       | 4:04                                                      |
| 总时长：                                                  | 总时长：                                                  | 15:59                                                     |

| 初回限定盤A（CD + DVD） – 日本單曲《FAKE LOVE / Airplane pt.2》 | 初回限定盤A（CD + DVD） – 日本單曲《FAKE LOVE / Airplane pt.2》 | 初回限定盤A（CD + DVD） – 日本單曲《FAKE LOVE / Airplane pt.2》 |
| 曲序                                                            | 曲目                                                            | 时长                                                            |
| --------------------------------------------------------------- | --------------------------------------------------------------- | --------------------------------------------------------------- |
| 1.                                                              | Fake Love                                                       | 4:03                                                            |
| 2.                                                              | Airplane Pt. 2                                                  | 3:39                                                            |
| 3.                                                              | IDOL（體育場混音版）                                            | 4:13                                                            |
| 4.                                                              | Fake Love（混音版）                                             | 4:04                                                            |
| 5.                                                              | Airplane Pt. 2（音樂錄影帶）                                    |                                                                 |
| 6.                                                              | Fake Love（音樂錄影帶）                                         |                                                                 |

| 初回限定盤B（CD + DVD） – 日本單曲《FAKE LOVE / Airplane pt.2》 | 初回限定盤B（CD + DVD） – 日本單曲《FAKE LOVE / Airplane pt.2》 | 初回限定盤B（CD + DVD） – 日本單曲《FAKE LOVE / Airplane pt.2》 |
| 曲序                                                            | 曲目                                                            | 时长                                                            |
| --------------------------------------------------------------- | --------------------------------------------------------------- | --------------------------------------------------------------- |
| 1.                                                              | Fake Love                                                       | 4:03                                                            |
| 2.                                                              | Airplane Pt. 2                                                  | 3:39                                                            |
| 3.                                                              | IDOL（體育場混音版）                                            | 4:13                                                            |
| 4.                                                              | Fake Love（混音版）                                             | 4:04                                                            |
| 5.                                                              | Airplane Pt. 2（音樂錄影帶紀錄片）                              |                                                                 |
| 6.                                                              | Airplane Pt. 2（概念照紀錄片）                                  |                                                                 |

| 初回限定盤C（CD + 小冊子） – 日本單曲《FAKE LOVE / Airplane pt.2》 | 初回限定盤C（CD + 小冊子） – 日本單曲《FAKE LOVE / Airplane pt.2》 | 初回限定盤C（CD + 小冊子） – 日本單曲《FAKE LOVE / Airplane pt.2》 |
| 曲序                                                               | 曲目                                                               | 时长                                                               |
| ------------------------------------------------------------------ | ------------------------------------------------------------------ | ------------------------------------------------------------------ |
| 1.                                                                 | Fake Love                                                          | 4:03                                                               |
| 2.                                                                 | Airplane Pt. 2                                                     | 3:39                                                               |
| 3.                                                                 | IDOL（體育場混音版）                                               | 4:13                                                               |
| 4.                                                                 | Fake Love（混音版）                                                | 4:04                                                               |

## 製作名單
| 以下資訊可從《Love Yourself 轉 'Tear'》專輯內頁和Tidal找到。 - 防彈少年團 – 主唱 - 房時爀 – 詞曲 - RM – 詞曲 - KM-Markit – 詞曲、饒舌編曲（日語版） - 李泰旭 – 吉他 - 田柾國 – 和聲 - Supreme Boi – 和聲、數位剪輯 - Pdogg – 製作、詞曲、合成器、鍵盤、數位剪輯、主唱編曲、饒舌編曲、錄音工程師 - Hiss noise – 數位剪輯 - J.Pearl – 數位剪輯（日語版） - 鄭佑榮 – 錄音工程師 - 詹姆斯·F·雷諾茲 – 混音工程師 | 以下資訊可從《Love Yourself 結 'Answer'》專輯內頁找到。 - 防彈少年團 – 主唱 - Slow Rabbit – 製作、鍵盤、合成器、數位剪輯 - Pdogg – 詞曲、主唱編曲、饒舌編曲、數位剪輯、錄音工程師 - 房時爀 – 詞曲 - RM – 詞曲 - 李泰旭 – 吉他 - 李柱英 – 貝斯 - 田柾國 – 和聲 - Supreme Boi – 和聲 - Hiss noise – 數位剪輯 - 鄭佑榮 – 錄音工程師 - Yang Ga – 混音工程師 |

## 排行榜
| 排行榜（2018年）                                        | 最高 排名 |
| ------------------------------------------------------- | --------- |
| 阿根廷（阿根廷百大單曲榜）                              | 48        |
| 澳大利亚（澳大利亚唱片业协会單曲榜）                    | 36        |
| 奥地利（Ö3四十强单曲榜）                                | 22        |
| 比利时佛兰德（Ultratip榜外單曲榜）                      | 34        |
| 加拿大（Canadian Hot 100）                              | 22        |
| 捷克（百強數位單曲榜）                                  | 43        |
| 愛沙尼亞（Eesti Tipp-40）                               | 6         |
| 法国（法國唱片出版業公會單曲榜）                        | 116       |
| 芬蘭（《告示牌》數位歌曲銷售榜）                        | 1         |
| 德国（德國官方單曲榜）                                  | 56        |
| 匈牙利（四十強單曲榜）                                  | 1         |
| 匈牙利（四十強串流榜）                                  | 13        |
| 愛爾蘭（愛爾蘭唱片音樂協會单曲榜）                      | 67        |
| 日本（日本百大單曲榜）                                  | 5         |
| 日本（日本百大單曲榜） 日語版                           | 1         |
| 日本（Oricon單曲榜） 《Fake Love/Airplane Pt. 2》       | 1         |
| 馬來西亞（RIM二十大單曲榜）                             | 1         |
| 墨西哥（拉美監控Anglo）                                 | 18        |
| 墨西哥（《告示牌》Ingles Airplay）                      | 1         |
| 新西兰（新西兰唱片音乐协会单曲榜）                      | 35        |
| 俄羅斯（Tophit）                                        | 40        |
| 蘇格蘭（官方榜单公司單曲榜）                            | 36        |
| 新加坡（RIAS）                                          | 1         |
| 斯洛伐克（百強數位單曲榜）                              | 30        |
| 韓國（《告示牌》K-pop Hot 100）                         | 1         |
| 韓國（Gaon單曲榜）                                      | 1         |
| 西班牙（PROMUSICAE單曲榜）                              | 86        |
| 西班牙（PROMUSICAE專輯榜） 《Fake Love/Airplane Pt. 2》 | 52        |
| 瑞典（《告示牌》數位歌曲銷售榜）                        | 2         |
| 瑞典（瑞典最熱榜）                                      | 54        |
| 瑞士（瑞士热门音乐榜）                                  | 41        |
| 英國（官方榜单公司獨立榜）                              | 3         |
| 英國（官方榜单公司單曲榜）                              | 42        |
| 美国（《告示牌》百大單曲榜）                            | 10        |
| 美國（《告示牌》Billboard Digital Songs）               | 1         |
| 美國（《告示牌》Pop Airplay）                           | 34        |
| 美國（《告示牌》數位歌曲榜）                            | 1         |

| 排行榜（2022年）       | 最高 排名 |
| ---------------------- | --------- |
| 越南（越南百大單曲榜） | 86        |

| 排行榜（2018年6月） | 排名 |
| ------------------- | ---- |
| 韓國（Gaon單曲榜）  | 3    |

| 排行榜（2018年）              | 排名 |
| ----------------------------- | ---- |
| 匈牙利（百大單曲榜）          | 73   |
| 日本（日本百大單曲榜） 日語版 | 13   |
| 日本（Oricon單曲榜） 日語版   | 12   |
| 韓國（Gaon單曲榜）            | 19   |

| 排行榜（2019年）              | 排名 |
| ----------------------------- | ---- |
| 日本（日本百大單曲榜） 日語版 | 96   |

## 銷售認證
| 地區                                                                       | 认证    | 认证单位/销量 |
| -------------------------------------------------------------------------- | ------- | ------------- |
| 澳大利亚（澳大利亚唱片业协会）                                             | 金      | 35,000‡       |
| 日本（日本唱片協會） 《FAKE LOVE / Airplane pt.2》                         | 2× 白金 | 500,000^      |
| 韓國（韓國音樂內容協會）                                                   | 白金    | 2,500,000*    |
| 英国（英国唱片业协会）                                                     | 银      | 200,000‡      |
| 美国（美國唱片業協會）                                                     | 金      | 500,000‡      |
| 串流媒體                                                                   |         |               |
| 日本（日本唱片協會）                                                       | 白金    | 100,000,000†  |
| 韓國（韓國音樂內容協會）                                                   | 白金    | 100,000,000†  |
| *僅含認證的實際銷量 ^僅含認證的出貨量 ‡僅含認證的+實際銷量 †僅含認證的銷量 |         |               |

## 發行歷史
| 發行地區 | 發行日期       | 版本   | 格式              | 廠牌             | 參考    |
| -------- | -------------- | ------ | ----------------- | ---------------- | ------- |
| 全球     | 2018年5月18日  | 原版   | 數位音樂下載 串流 | Big Hit          | [ 8 ]   |
| 全球     | 2018年6月4日   | 混音版 | 數位音樂下載 串流 | Big Hit          | [ 11 ]  |
| 美國     | 2018年6月12日  | 原版   | 當代流行電台      | 哥倫比亞         | [ 10 ]  |
| 全球     | 2018年10月16日 | 日語版 | 數位音樂下載 串流 | Def Jam 維京     | [ 15 ]  |
| 日本     | 2018年11月7日  | 日語版 | CD單曲            | Def Jam 維京     | [ 148 ] |
| 日本     | 2018年11月7日  | 日語版 | CD + DVD          | Def Jam 維京     | [ 149 ] |
| 日本     | 2018年11月7日  | 日語版 | CD + 小冊子       | Def Jam 維京     | [ 151 ] |
| 美國     | 2019年3月15日  | 日語版 | CD                | Big Hit 哥倫比亞 | [ 180 ] |